# Erich Schelling
Erich Schelling (Wiesloch, 11 september 1904 - Karlsruhe, 14 november 1986) was een Duits architect. De Erich-Schelling-Architekturpreis is naar hem vernoemd. 

## Biografie
Schelling studeerde van 1924 tot 1928 aan de Hochschule Karlsruhe – Technik und Wirtschaft nadat hij eerst het diploma bouwkundig tekenaar had behaald. Van 1926 tot 1927 was hij hoofd van de afdeling Großherzoglichen Majolika-Manufaktur in Karlsruhe. Van 1930 tot 1933 studeerde hij  architectuur aan het Karlsruher Institut für Technologie bij de architecten Hermann Billing en Max Laeuger. 
In 1933 werd Schelling lid van de SA en in 1937 ook van de NSDAP.
Na vier jaar te hebben gewerkt bij de architect Hermann Alker, werd hij in 1937 zelfstandig architect en hetzelfde jaar werd Schelling hoogleraar aan de Hochschule Karlsruhe – Technik und Wirtschaft.

## Werken
- 1939: Kantoor van het weekblad Der Stürmer, Karlsruhe.
- 1940 - 1942: Ontwerp voor het Nieuwe Straatsburg
- 1949–1960: Kantoor voor de FAG Kugelfischer, Schweinfurt.
- 1952: Herbouwing van het kantoor van de Dresdner Bank, Karlsruhe.
  - Ontwerp voor het Tullabad, Karlsruhe.
- 1953: Kantoor voor de Bausparkasse Badenia, Karlsruhe.
  - Schwarzwaldhalle, Karlsruhe.
- 1954: Erweiterung des Rathauses, Schweinfurt
- 1954 - 1955: Gartenhalle, Karlsruhe.
  - Wildparkstadion, Karlsruhe.
  - Kantoor voor de Volksbank, Karlsruhe.
- 1955 - 1986: Herbouw voor de Karlsruher Institut für Technologie, Karlsruhe.
- 1957 - 1958: Handwerkskammer, Karlsruhe.
- 1958 - 1960: Uitbreiding van het Bundesgerichtshofs, Karlsruhe.
- 1958 - 1963: Wolkenkrabber van de LVA Baden, Karlsruhe.
- 1959: Museum Georg Schäfer, Schweinfurt.
- 1960: Eerste wedstrijdontwerp voor het Badisches Staatstheater Karlsruhe.
- 1961 - 1966: Stadstheater, Schweinfurt.
- 1963: Tweede wedstrijdontwerp voor het Badisches Staatstheater Karlsruhe.
- 1964 - 1966: Nancyhalle, Karlsruhe
- 1968 - 1970: Institut Max von Laue-Paul Langevin, Grenoble.
- 1969 - 1971: Woonwijk in Oberreut, Karlsruhe.
- 1974 - 1977: Uitbreiding van de LVA Baden, Karlsruhe.

- Gemeinsame Normdatei: 119241153
- International Standard Name Identifier: 0000 0001 1444 0654
- Library of Congress Control Number: nr95012467
- RKD-Nederlands Instituut voor Kunstgeschiedenis: 325901
- Union List of Artist Names: 500033739
- Virtual International Authority File: 52494680
- WorldCat: E39PBJbtwGPHkBMKJPTKgfgqcP